# Колумб, Бартоломео
Бартоломео Колумб (итал. Bartolomeo Colombo, исп. Bartolomé Colón; ок. 1461—1515) — младший брат Христофора Колумба, служивший в 1490-е гг. его заместителем с титулом аделантадо. Основал старейший город Нового света — Санто-Доминго.

## Биография
В молодости работал картографом в Лиссабоне. Не исключено, что именно он осведомил брата о возможности западного пути в Индию. Пока Христофор пытался убедить в осуществимости своего проекта Католических королей Испании, Бартоломео хлопотал о том же во Франции.
Узнав об открытиях брата, Бартоломео в 1493 году поспешил ему навстречу в Испанию, но Христофор уже отплыл в своё второе путешествие. С казённым вспомоществованием он отправился вслед за ним на Эспаньолу и прослужил там губернатором шесть с половиной лет (1494—1500).
Когда королевский прокурор Франсиско де Бобадилья обвинил Колумба в казнокрадстве, Бартоломео вместе с ним был заключён в оковы. Позднее сопровождал брата в его последнем путешествии к берегам Нового света.

## Местное население Эспаньолы в период губернаторства
В 1960-е годы в Испании Карлом Сойером был обнаружен в архивах исторический документ написанный Бартоломео — братом Колумба, который был на то время губернатором острова Эспаньола. В документе зафиксированно, что в 1496 году на острове было 1 млн 100 тыс. индейцев. Однако испанцы владели половиной острова и не учитывали женщин и детей. Отсюда можно сделать вывод, что только на контролируемой испанцами территории было не менее 3 млн индейцев. Уже около 1526 года испанцы насчитали всего 11 тыс. индейцев, при том что испанские владения расширились.